# ジュロン・バードパーク
ジュロン・バードパーク（英語:Jurong Bird Park、中国語:裕廊飛禽公園）は、シンガポールにあるバードパークである。1971年にオープン。

## 概要
ジュロン地区に所在し世界中から約600種類、9000羽にものぼる鳥が集められたバードパーク。
さまざまな鳥によるバードショーも行われている。
シンガポール動物園やナイトサファリ、リバーサファリと同じ経営母体が運営しており、セットになったチケットもある。
2021年10月13日、マンダイ野生生物グループは、動物園やナイトサファリのあるマンダイ地区にバードパークを移転し、それを「バード・パラダイス（Bird Paradise）」と名付けることを発表。2023年5月にオープン。

## 詳細
開園時間：8:30-18:00（無休）
入場料：大人S$28、子供S$18

## 主な飼育動物
- フラミンゴ
- ペンギン
- タンチョウ
- ダチョウ
- ヒクイドリ
- オニオオハシ
- フィリピンワシ
- ハシビロコウ